# Ricky Begeyn
Ricky Begeyn, né le 20 août 1976 à Bruges, est un footballeur belge, qui évolue au poste de gardien de but. Depuis juin 2011, il défend les filets du SVV Damme, un club de première provinciale ouest-flandrienne. Il est surtout connu pour les saisons qu'il joue au Cercle de Bruges dans les deux premières divisions nationales.

## Carrière
Ricky Begeyn s'affilie au FC Bruges, et y progresse dans les différentes équipes d'âge. Intégré au noyau de l'équipe première en 1995 en tant que troisième gardien, il ne joue aucun match officiel en deux saisons. En 1997, il casse son contrat et part tenter de lancer sa carrière au Heirnis Gand en Division 3. Cela lui vaut un procès du club brugeois, qui veut le forcer à revenir, mais Begeyn gagne en appel et peut terminer la saison à Gand. Il y est titulaire, et ses bonnes prestations sont remarquées par le Cercle de Bruges, alors en deuxième division, qui le transfère en 1998.
Ricky Begeyn fait ses débuts au Cercle le 15 août 1998 en Coupe de la Ligue face au FC Malines. Il conserve la place de premier gardien de l'équipe durant deux ans. Il quitte le Cercle pour rejoindre Roulers en 2000 à la suite du retour de l'ancien gardien Yves Feys. À Roulers, il est également titulaire indiscutable, disputant la quasi-totalité des rencontres du club durant deux saisons.
En 2002, Begeyn retourne au Cercle de Bruges, et retrouve sa place entre les perches. Un an plus tard, il célèbre le titre de champion de deuxième division, et rejoint ainsi l'élite nationale. Pour sa première saison au plus haut niveau, il reste le premier choix au poste de gardien de but, et joue presque tous les matches de la saison. Il entame la saison 2004-2005 en tant que titulaire. Il est exclu lors du derby brugeois, et doublé par Peter Mollez, prêté par le FC Bruges. Ce dernier se montre convaincant lors de la suspension de Begeyn, et conserve la place de numéro un jusqu'au terme de la saison. Le Cercle recrute alors l'ancien international Franky Vandendriessche, ce qui pousse Ricky Begeyn vers la sortie. Convoité par plusieurs clubs de Division 1, dont Charleroi et La Gantoise, il ne trouve pas d'accord pour un transfert définitif, ces deux clubs ne lui proposant qu'une place de deuxième gardien,.
Il rebondit à Dender, club ambitieux de troisième division, issu des fusions successives entre Denderleeuw, Hekelgem et Denderhoutem, où il est prêté pour une saison. Il y retrouve une place de premier gardien, et remporte le titre avec son équipe en fin de saison. Sans avenir au Cercle de Bruges, il décide de rejoindre le KV Ostende. Pour sa première saison dans le club côtier, il a les faveurs du coach et occupe le poste de titulaire. Lors de la saison suivante, il perd sa place, et quitte alors le club en juin 2008.
Âgé de 32 ans, Ricky Begeyn redescend en Promotion, au Verbroedering Meldert. Un an plus tard, il rejoint le KSK Maldegem, tout juste relégué en première provinciale. Il y reste une saison, puis joue un an à Sint-Laureins, en troisième provinciale, et rejoint ensuite le SVV Damme en juin 2011, en première provinciale.

## Palmarès
- 1 fois champion de Division 2 en 2003 avec le Cercle de Bruges
- 1 fois champion de Division 3 en 2006 avec le FCV Dender EH

## Statistiques
| Saison                | Club                  | Championnat           | Championnat | Championnat | Coupe nationale | Coupe nationale | Coupe de la Ligue | Coupe de la Ligue | Total | Total |
| Saison                | Club                  | Division              | M.          | B.          | M.              | B.              | M.                | B.                | M.    | B.    |
| 1995-1996             | Club Bruges KV        | Division 1            | 0           | 0           | 0               | 0               | -                 | -                 | 0     | 0     |
| 1996-1997             | Club Bruges KV        | Division 1            | 0           | 0           | 0               | 0               | -                 | -                 | 0     | 0     |
| Sous-total            | Sous-total            | Sous-total            | 0           | 0           | 0               | 0               | 0                 | 0                 | 0     | 0     |
| 1997-1998             | RRC Heirnis Gand      | Division 3            | 29          | 0           | -               | 0               | -                 | -                 | 29    | 0     |
| Sous-total            | Sous-total            | Sous-total            | 29          | 0           | -               | 0               | 0                 | 0                 | 29    | 0     |
| 1998-1999             | Cercle Bruges KSV     | Division 2            | 25          | 0           | 2               | 0               | 2                 | 0                 | 29    | 0     |
| 1999-2000             | Cercle Bruges KSV     | Division 2            | 34          | 0           | 3               | 0               | 1                 | 0                 | 38    | 0     |
| Sous-total            | Sous-total            | Sous-total            | 59          | 0           | 5               | 0               | 3                 | 0                 | 67    | 0     |
| 2000-2001             | KSV Roulers           | Division 2            | 33          | 0           | -               | 0               | -                 | -                 | 33    | 0     |
| 2001-2002             | KSV Roulers           | Division 2            | 34          | 0           | -               | 0               | -                 | -                 | 34    | 0     |
| Sous-total            | Sous-total            | Sous-total            | 67          | 0           | -               | 0               | 0                 | 0                 | 67    | 0     |
| 2002-2003             | Cercle Bruges KSV     | Division 2            | 34          | 0           | 3               | 0               | -                 | -                 | 37    | 0     |
| 2003-2004             | Cercle Bruges KSV     | Division 1            | 30          | 0           | 4               | 0               | -                 | -                 | 34    | 0     |
| 2004-2005             | Cercle Bruges KSV     | Division 1            | 17          | 0           | 1               | 0               | -                 | -                 | 18    | 0     |
| Sous-total            | Sous-total            | Sous-total            | 81          | 0           | 8               | 0               | 0                 | 0                 | 89    | 0     |
| 2005-2006             | FCV Dender EH         | Division 3            | 29          | 0           | -               | 0               | -                 | -                 | 29    | 0     |
| Sous-total            | Sous-total            | Sous-total            | 29          | 0           | -               | 0               | 0                 | 0                 | 29    | 0     |
| 2006-2007             | KV Ostende            | Division 2            | 30          | 0           | -               | 0               | -                 | -                 | 30    | 0     |
| 2007-2008             | KV Ostende            | Division 2            | 19          | 0           | -               | 0               | -                 | -                 | 19    | 0     |
| Sous-total            | Sous-total            | Sous-total            | 49          | 0           | -               | 0               | 0                 | 0                 | 49    | 0     |
| 2008-2009             | Verbr. Meldert        | Promotion             | 30          | 0           | -               | 0               | -                 | -                 | 30    | 0     |
| Sous-total            | Sous-total            | Sous-total            | 30          | 0           | -               | 0               | 0                 | 0                 | 30    | 0     |
| 2009-2010             | KSK Maldegem          | 1re prov.             | -           | -           | -               | -               | -                 | -                 | 0     | 0     |
| Sous-total            | Sous-total            | Sous-total            | -           | -           | -               | -               | 0                 | 0                 | 0     | 0     |
| 2010-2011             | FC Sint-Laureins      | 3e prov.              | -           | -           | -               | -               | -                 | -                 | 0     | 0     |
| Sous-total            | Sous-total            | Sous-total            | -           | -           | -               | -               | 0                 | 0                 | 0     | 0     |
| 2011-2012             | SVV Damme             | 1re prov.             | -           | -           | -               | -               | -                 | -                 | 0     | 0     |
| Sous-total            | Sous-total            | Sous-total            | -           | -           | -               | -               | 0                 | 0                 | 0     | 0     |
| Total sur la carrière | Total sur la carrière | Total sur la carrière | 344         | 0           | 13              | 0               | 3                 | 0                 | 360   | 0     |